# 溫時懋
溫時懋（?—?），奉天府铁岭人。清朝政治人物、同进士出身。
乾隆四十六年（1781年）辛丑科三甲第99名进士，官至天津府教授、承德府教授。